# Zhanhua

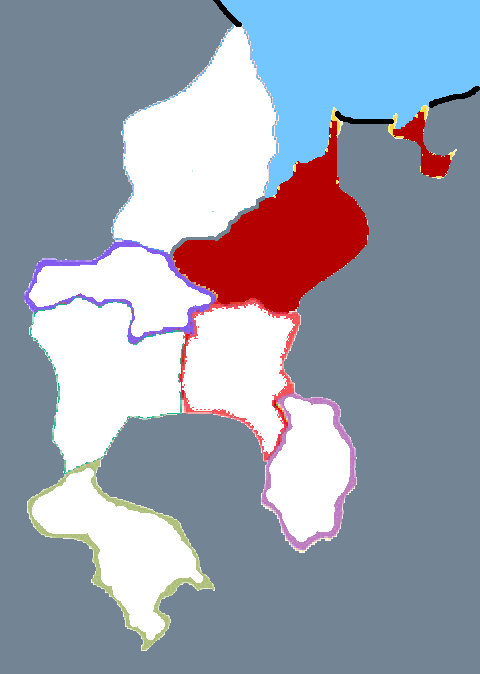
Standort des Bezirks Zhanhua in der Stadt Binzhou, China

Zhanhua (chinesisch 沾化区, Pinyin Zhānhuà Qū) ist ein Stadtbezirk der bezirksfreien Stadt Binzhou in der chinesischen Provinz Shandong. Zhanhua hat eine Fläche von 2.116 km² und zählt 351.672 Einwohner (Stand: Zensus 2010). Sein Hauptort ist die Großgemeinde Fuguo (富国镇).